# Koskelosaari (ö i Lappland, Norra Lappland)
Koskelosaari, nordsamiska: Kuálsisuálui, är en ö i Finland. Den ligger i sjön Nangujärvi och i kommunen Enare i den ekonomiska regionen Norra Lappland och landskapet Lappland, i den norra delen av landet, 900 km norr om huvudstaden Helsingfors. Öns area är 3,1 hektar och dess största längd är 300 meter i sydväst-nordöstlig riktning.